# 12 sånger av Allan Edwall
12 sånger av Allan Edwall är ett musikalbum från 2008 med Tina Ahlin.

## Låtlista
Alla sångerna är skrivna av Allan Edwall.
1. Kom – 3:22
2. Mor dansar – 2:14
3. Göken gol – 2:07
4. Liksom stjärnorna – 2:23
5. Du och jag – 4:13
6. Kärleksvisa – 2:43
7. Nu löser solen – 3:30
8. En kråka flög – 3:13
9. Dystervals i dur – 4:48
10. Mot okänt mål – 2:46
11. En egen hjärtevän – 2:34
12. Gullegubben – 3:04

## Medverkande
- Tina Ahlin – sång, piano, munspel, dragspel m m
- Gustaf Hielm – bas, kör, slagverk
- Ola Gustafsson – gitarrer, banjo
- Morgan Ågren – trummor, slagverk
- Jimmy Ågren – elgitarr
- Stefan Ragge Wretman – kör
- Svante Henryson – cello
- Johan Ahlin – valthorn

## Mottagande
Skivan fick ett blandat mottagande när den kom ut med ett genomsnitt på 3,5/5 baserat på fyra recensioner.

## Listplaceringar
| Lista (2008) | Topplacering |
| ------------ | ------------ |
| Sverige      | 46           |